# Feiszt György
Feiszt György (Budapest, 1950. május 28. –) szombathelyi történész, levéltáros, politikus.

## Élete
Iskoláit a Győri bencés gimnáziumban és a budapesti Eötvös Loránd Tudományegyetemen végezte. 1973 óta a Vas Megyei Levéltár levéltárosa, majd főlevéltáros, igazgatóhelyettes, 1990-től szombathelyi városi képviselő, az SZDSZ szombathelyi ügyvivője, a párt szombathelyi csoportjának elnöke, 1994-98 között a város alpolgármestere, 1998 óta a Városi Idegenforgalmi Szakmai Bizottság elnöke. Tagja a VEAB Településtörténeti Munkabizottságának, a Magyar Levéltárosok Egyesületének. Az Acta Savariensia sorozat szerkesztője.
Kutatási területei a középkori magyar várostörténet, családtörténet, címer- és pecséttan, valamint Szombathely város kultúrtörténete.
A szocializmus évei alatt az elsők között ismertette újra a heraldika és a pecséttan szabályait. Barátjával, Gróf László oxfordi térképtörténésszel már több mint 20 éve járja Erdélyt rendszeresen és kutatják a térség híres történelmi múltját és néprajzát. Erdély címereiről előadás-sorozatot is tartottak több mint félszáz településen. 125 település számára tervezett címert.

## Művei
- Rövid magyar címertan és pecséttan Budapest.: Tankönyvkiadó, 1986
- Szombathely város 1763. évi lélekösszeírása. In: Vasi Szemle (1991), p. 98–117
- Wälder Alajos (1856-1904). Előadások Vas megye történetéről, 2. 1993. 51-54.
- Szombathely utcanevei és utcanév változásai. Szombathely, 1995
- A Szántai Lajos-féle Atlas Hungaricus. In: Cartographica Hungarica, 6 (1998 Dec): pp. 30–39. (Gróf Lászlóval)
- Pusztatemplomok Vas megyében. Vasi Szemle, 2000. LIV. ÉVFOLYAM, 1. sz. 73-84 (Benczik Gyulával)
- Hudi József: A dunántúli nemesi községek statútumai a XVII-XIX. századból. 2000. LIV. ÉVFOLYAM, 6. sz. 872
- Szombathely. Budapest : CEBA, 2002 (Varga Zoltánnal és Konkoly Istvánnal)
- Vas vármegye címerei és zászlai. Kemendollár, 2004 (Bertényi Ivánnal)
- Zsigmond király címeres levelei/ The Heraldic Charters of King Sigismond. (Előadás: International Conference “Sigismund of Luxemburg, King of Hungary (1387-1437) and Bohemia (1419-1437), Emperor of the Holy Roman Empire (1433-1437), and his Time”, Oradea [Nagyvárad] (Romania), December 5–9, 2007)
- Via Sancti Martini – Szent Márton útja Somogyon és Baranyán át. Vándorkönyv; szerk. Feiszt György; Szombathely Megyei Jogú Város Önkormányzata–Tourinform Iroda, Szombathely, 2007
- Feiszt György–Vincze László: Via Sancti Martini – Szent Márton útja a Balatonfelvidéken át a Vág völgyéig. Vándorkönyv;  Agora Szombathelyi Kulturális és Turisztikai Központ, Szombathely, 2008
- Fettich Nándor emlékezete; sajtó alá rend. Tóth Endre, Feiszt György; Szombathely Megyei Jogú Város, Szombathely, 2009
- Requiescat in pace. Levéltáros nekrológok, 1923-2011; összeáll. Feiszt György; Székesfehérvár Megyei Jogú Város Levéltára, Székesfehérvár, 2012